# Улица Степана Носа
Улица Степана Носа (укр. Вулиця Степана Носа) — улица в Новозаводском районе города Чернигова, исторически сложившаяся местность (район) Новая Подусовка. Пролегает от улицы Григория Кочура до тупика.
Примыкают улицы Черкасская, Глебова, Забаровская.

## История
18-я Колея была проложена в 1950-е годы, вместе в другими улицами 1-й очереди застройки Новой Подусовки (Новоподусовского жилого массива).
В 1960 году 18-я Колея переименована на улицу Гайдара — в честь советского детского писателя Аркадия Петровича Гайдара.
12 февраля 2016 года улица получила современное название — в честь фольклориста, этнографа Степана Даниловича Носа, согласно Распоряжению городского главы В. А. Атрошенко Черниговского городского совета № 46-р «Про переименование улиц и переулков города» («Про перейменування вулиць та провулків міста»).

## Застройка
Улица проложена в западном направлении к лесу до административной границы Черниговского горсовета с Черниговским районом, пересекая весь Новоподусовский жилой массив, параллельно улицам Евгения Гребёнки и Александра Невского. Парная и непарная стороны улицы заняты усадебной застройкой. 
Учреждения: нет. 